# Pierre Puvis de Chavannes
Pierre Cécile Puvis de Chavannes (Lyon, 14 de diciembre de 1824-París, 24 de octubre de 1898) fue un pintor simbolista francés. Conocido por sus pinturas murales, que llegó a ser conocido como "el pintor de Francia".  Se convirtió en el cofundador y presidente de la Société Nationale des Beaux-Arts, y su trabajo influyó en muchos otros artistas, en particular Robert Genin, y ayudó a los medallistas con diseños y sugerencias para sus obras.  Puvis de Chavannes fue un pintor destacado en los inicios de la Tercera República. Émile Zola describió su trabajo como "un arte hecho de razón, pasión y voluntad".
Es referido brevemente por Max Beerbohm en su relato Enoch Soames

## Biografía

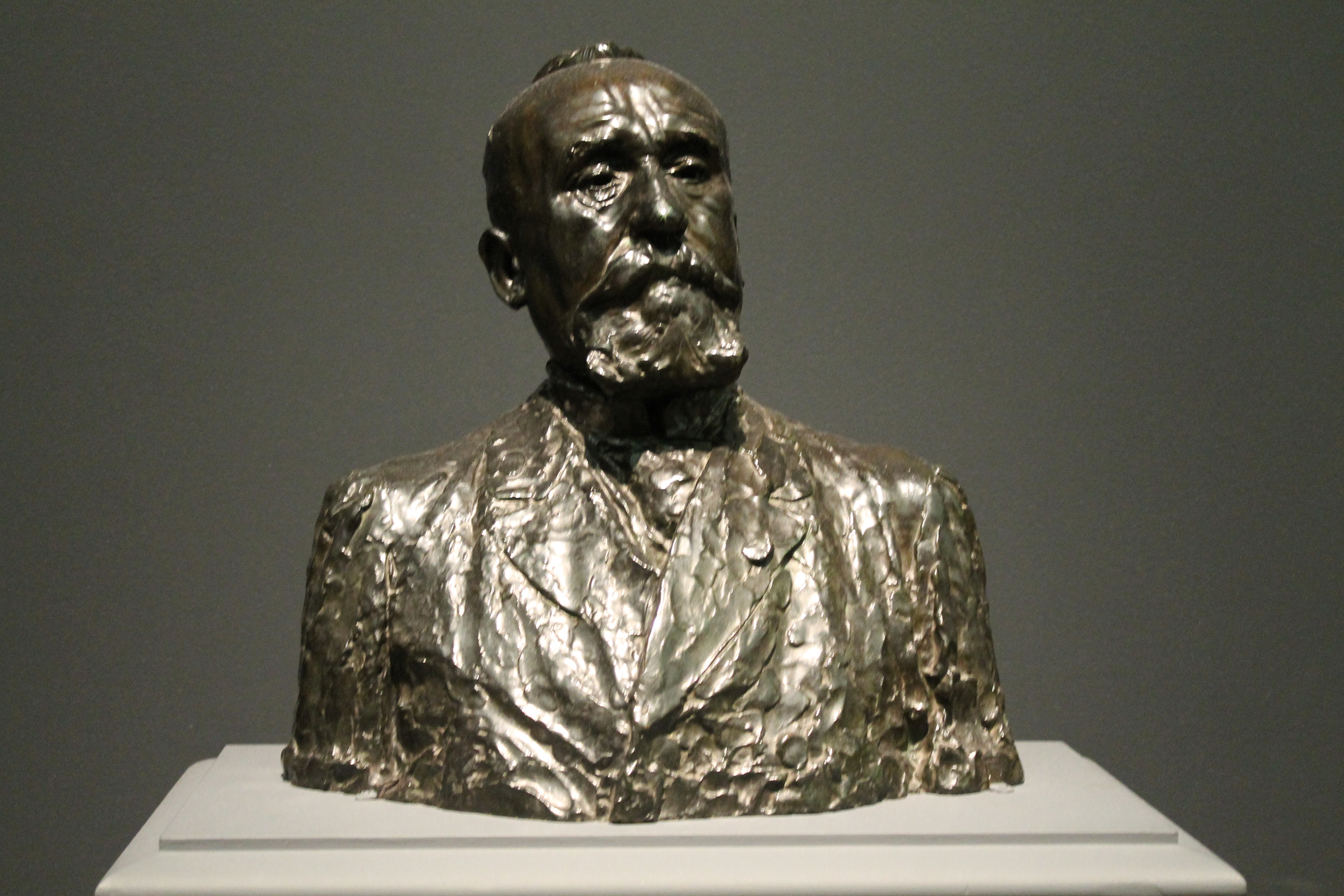
Pierre Puvis de Chavannes, de Auguste Rodin. Bronce, c. 1890. Museo Metropolitano de Arte de Nueva York.

Puvis de Chavannes nació como Pierre-Cécile Puvis en un suburbio de Lyon , Francia, el 14 de diciembre de 1824. Era hijo de un ingeniero de minas y descendía de una antigua familia noble de Borgoña. Más tarde añadió el ancestral "de Chavannes" a su nombre.
Tras estudiar en la École polytechnique, pasó una temporada en Italia. Decidió consagrarse a la pintura estudiando la obra de Eugène Delacroix y Thomas Couture. Al principio expuso en el Salón de 1850, pero tuvo problemas para hacerlo después. 
En 1854 y 1855, Puvis de Chavannes realizó frescos y pinturas murales en Amiens y en el Panteón de París. Sus obras son representativas del simbolismo pictórico; tratan temas mayormente fantásticos y alegóricos con figuras de aspecto atemporal pero cuyo primitivismo recuerda a antiguas culturas mediterráneas y a veces también a la Edad Media.
En Montmartre, tuvo una relación con una de sus modelos, Suzanne Valadon, que se convertiría más tarde en una de las artistas más importantes de su época. En París, fue maestro de varias pintoras noruegas como Betzy Akersloot-Berg, Helga Marie Ring Reusch, Lisbeth Bergh, Ingerid Dahl, Signe Scheel o Marie Tannæs.
En 1890, fue uno de los fundadores de la Société Nationale des Beaux-Arts de la que más tarde sería presidente, y que pondría su nombre a unos premios, primero en el Musée d'art moderne du Trocadero y luego en el Grand Palais de los Campos Elíseos. Principales galardonados: Maurice Boitel (1963), Pierre-Henry (1968), Louis Vuillermoz (1969), Daniel du Janerand (1970), André Hambourg (1987).
Puvis fue un autor de éxito, que abordó decoraciones en edificios públicos de Europa y Estados Unidos. Concitó al mismo tiempo elogios y furibundas críticas; su éxito y proximidad a las altas esferas disgustaban a muchos pintores impresionistas que estaban pugnando simplemente por subsistir. Sin embargo, los maestros entonces realmente rompedores, como Gauguin y Picasso, así como el grupo de los Nabis, admiraron a Puvis por su fantasía y por el uso libre que hacía del color y de las formas.

## Simbolismo de Chavannes
A la exuberancia neobarroca de Moreau, Puvis de Chavannes contrapuso un simbolismo simplificado del gusto de los sectores academicistas e innovadores. Pierre Puvis de Chavannes (1824-1898) pretendió revitalizar la tradición del muralismo, lo que consiguió con sus proyectos decorativos, como El bosque sagrado querido por las Artes y las Musas (1884-1889, escalera de la Universidad de la Sorbona, París). Bajo el influjo de su fructífera experiencia como muralista realizó cuadros como el admirado y polémico El pobre pescador (1881, Museo del Louvre, París), resuelto sintéticamente en unas líneas perfectamente delimitadas y con una gama reducida de colores. En El sueño (1883, Museo del Louvre, París) es más evidente todavía el carácter visionario que se atribuye a su pintura: en un paraje desolado, y bajo la luz lunar, tres figuras alegóricas (Amor, Gloria y Riqueza) esparcen sus dones ante la figura tendida de una mujer somnolienta. Puvis logra transmitir una sensación de serenidad intemporal en estas composiciones, donde prevalece un lenguaje alegórico y se tratan temas universales. La obra de Puvis de Chavannes ejerció una notable influencia en los nabíes (profetas) y en los simbolistas.

## Le pauvre pêcheur(El pobre pescador)[4]
Puvis pretendía proporcionar una visión completa de la indigencia y de la resignación, pintando, sin artilugios, un padre viudo y sus dos hijos, en un paisaje inhóspito. La elección del pescador se debe evidentemente, a las resonancias bíblicas del tema. En 1881, el carácter sintético del cuadro, su rechazo del modelado y de la perspectiva tradicionales, su claroscuro verdoso, pusieron en contra del artista, la mayoría de los críticos.

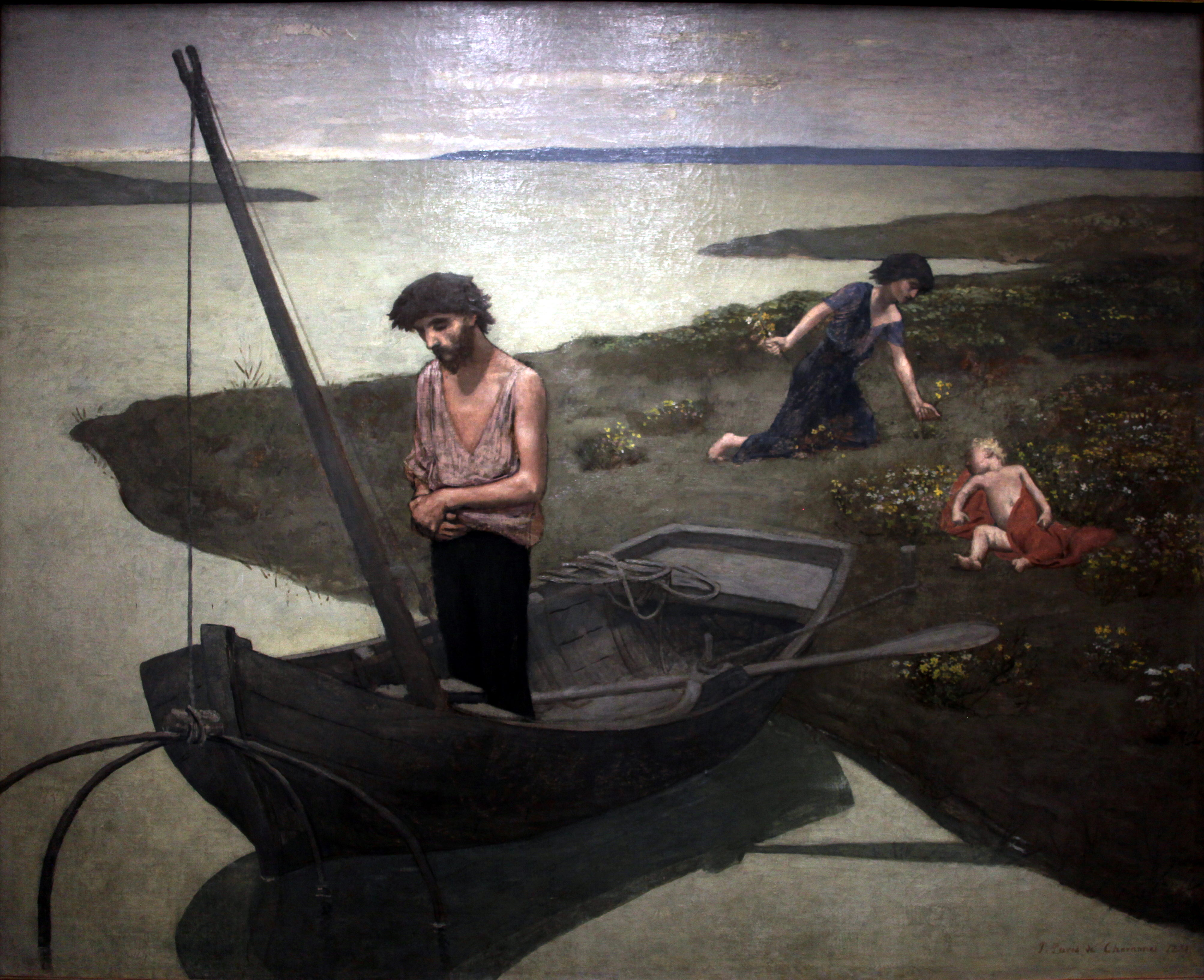
El pobre pescador (óleo, 155,5 x 192,5 cm, Museo de Orsay, París)

El escritor Huysmans comparó el cuadro a imágenes de misal y a viejos frescos sin brillo ni profundidad. No obstante, algunos artistas de la generación creciente, de Seurat a Gauguin y Maurice Denis, por no hablar de Picasso, se iban a entusiasmar por la extremada depuración, y lo conmovedor de esta imagen silenciosa.

## Le ballon(El Globo)[5]
Fue mientras se encontraba en las fortificaciones de París, durante el sitio de la ciudad por las tropas prusianas en 1870, que Puvis tuvo la idea del Globo. Acabado a finales de noviembre, fue inmediatamente difundido mediante una litografía de Emile Vernier, descrito en la prensa y admirado por "espíritus de elite". Estos incitan al artista a realizar un equivalente de La Paloma, pintado a comienzos de 1871 y también difundido mediante una litografía de Vernier.
Conocemos varios dibujos preparatorios y bocetos pintados en color (París, museo Carnavalet). Los grandes cuadros, sin embargo, están pintados en claroscuros ámbar, muy convenientes para los sombríos acontecimientos de los que se inspira su iconografía.
Puvis sabe escapar de la anécdota dramática y pintoresca, tan frecuente en aquella época, y alcanzar un emocionante simbolismo. Las composiciones se responden punto por punto. En El Globo, una mujer armada, vestida simplemente con un austero vestido negro, se gira hacia las alturas del monte Valeriano y acompaña con el gesto al globo que se lleva noticias. En La Paloma, la misma figura de luto, esta vez vista de frente, recoge la paloma viajera que se salva de las garras de uno de esos halcones amaestrados por el enemigo. A lo lejos, la isla de la Cité está soterrada bajo la nieve caída en abundancia durante este duro invierno.
En 1873-1874, ambos cuadros fueron entregados por el artista al gobierno francés para una lotería organizada en Nueva York en beneficio de las víctimas del gran incendio que había destruido Chicago en 1871. Pero a Puvis le pesa después haberse desecho de estas composiciones, por las que sentía un gran afecto. Durante su exposición personal en Durand-Ruel en 1887, incluso muestra sus fotografías para compensar su ausencia.

## L'Espérance(La Esperanza)[6]
Pierre Puvis de Chavannes estuvo muy marcado por la guerra franco prusiana y realizó varias obras relativas a dichos acontecimientos..

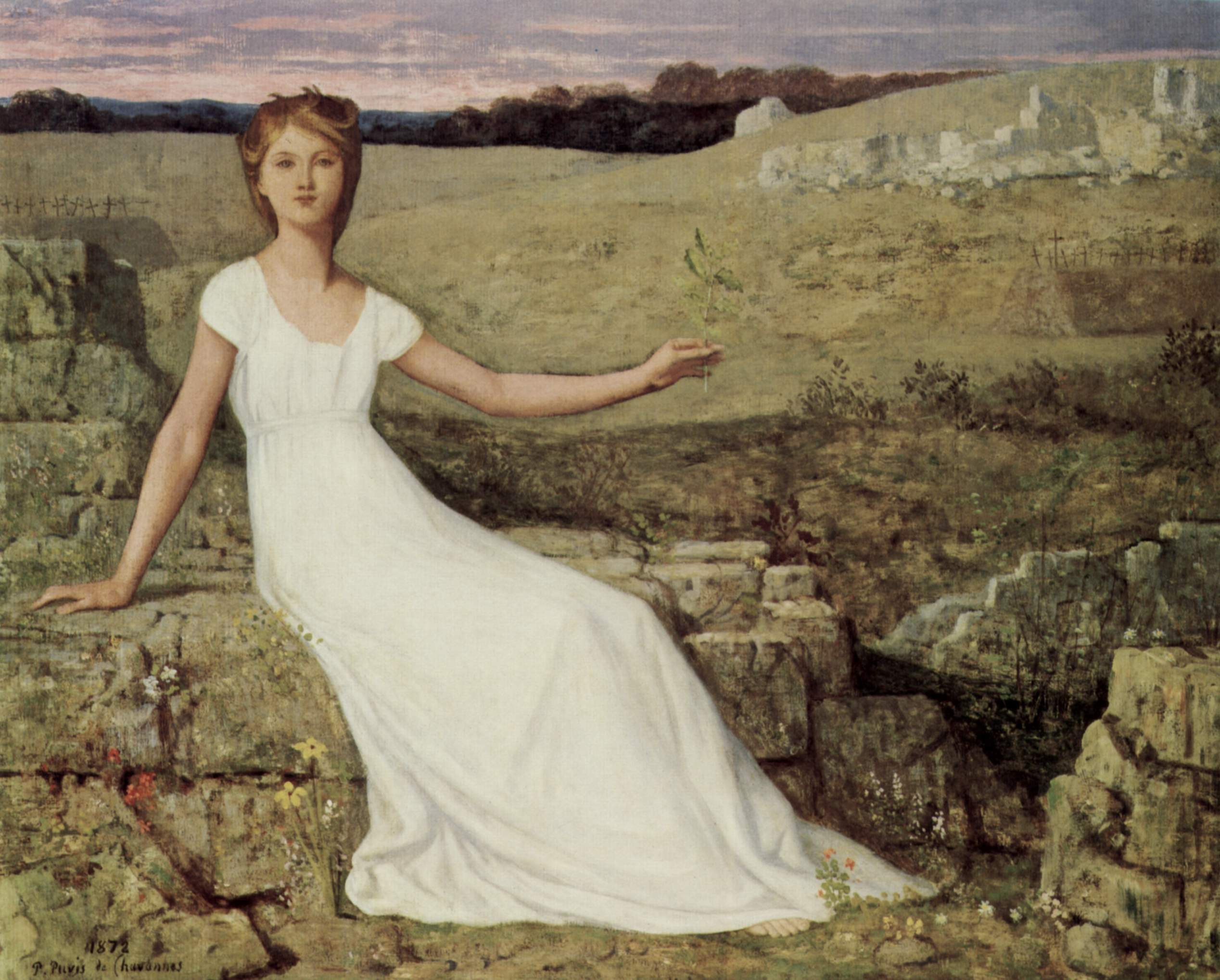
La Esperanza (óleo, 70,5 x 82 cm, Walters Art Museum, Baltimore)

El pintor representa la esperanza bajo los rasgos de una chica joven desnuda, sentada encima de un túmulo cubierto con un drapeado blanco (hay otra versión de la obra en que la muchacha aparece vestida con una túnica blanca y el túmulo sin cubrir). Se destaca en un paisaje de desolación donde la arquitectura en ruinas y las cruces de fortuna, de los cementerios improvisados, evocan el conflicto. No obstante, varios elementos del cuadro indican que ha llegado una muy prometedora nueva era. El ramo de olivo que sostiene la joven simboliza la paz reencontrada, mientras que la claridad que se adivina detrás de las colinas, evoca el alba de un nuevo día. Las flores que crecen a través de las piedras del túmulo también indican este renacimiento. La ausencia de representación de cualquier detalle histórico proporciona a la pintura el valor de símbolo universal.
La composición simplificada de la obra, la utilización de colores mates y la ausencia de modelado, son característicos de la manera de Puvis de Chavannes. Paul Gauguin que fue un gran admirador del pintor, disponía de una reproducción de este cuadro en Tahití, que además incluye en 1901 en su Bodegón con la Esperanza.

## Otras obras
- La mort et les jeunes filles
- Le rêve
- Vigilance
- La méditation
- Marie Madeleine à la Sainte-Baume
- Sainte Genoveva
- Jeunes filles au bord de la mer
- Femme folle au coin de la mer
- Femme nue agenouillée, vue de dos
- Escena pastoril

## Galería

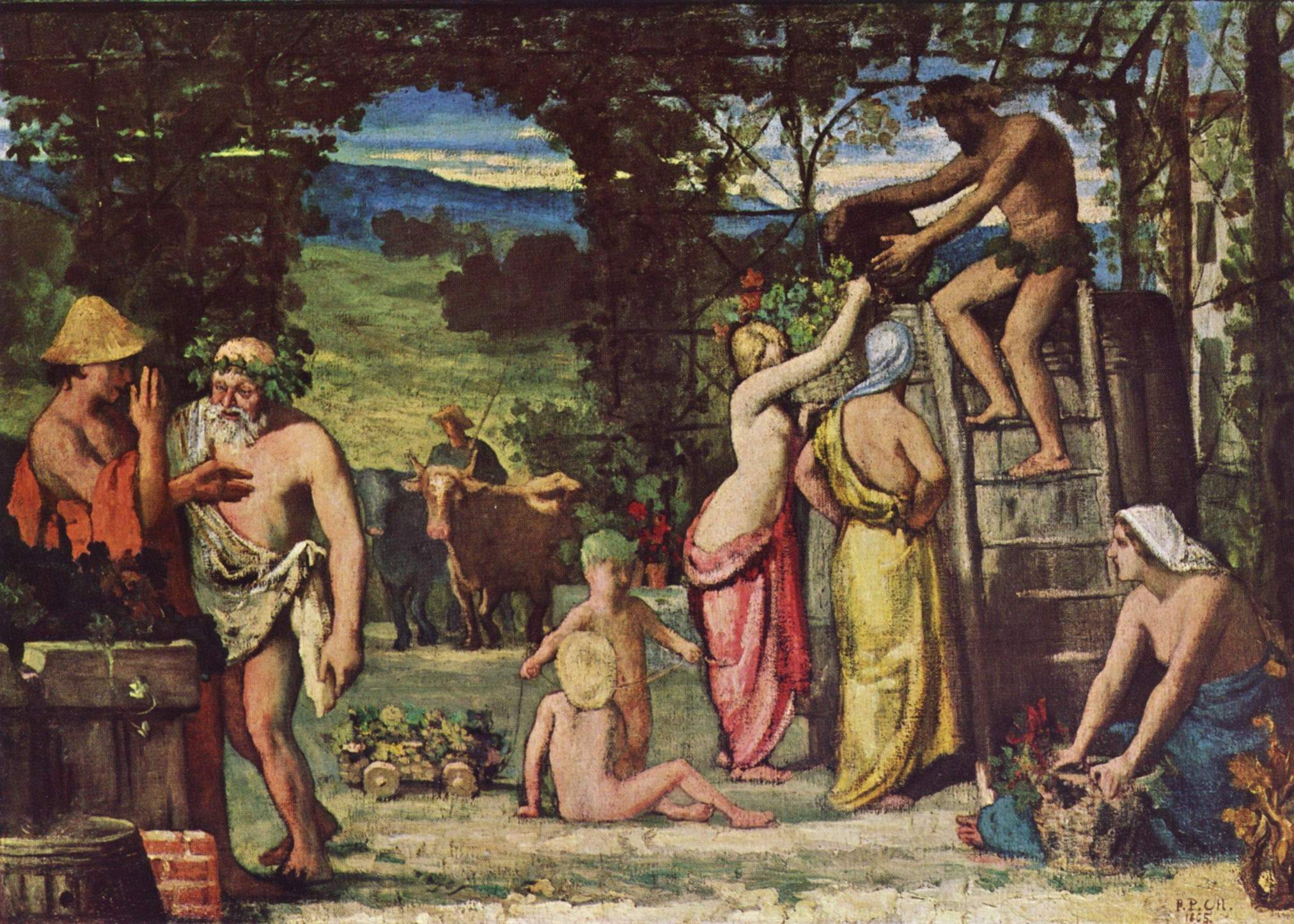
Primavera (1865), Wallraf-Richartz Museum de Colonia
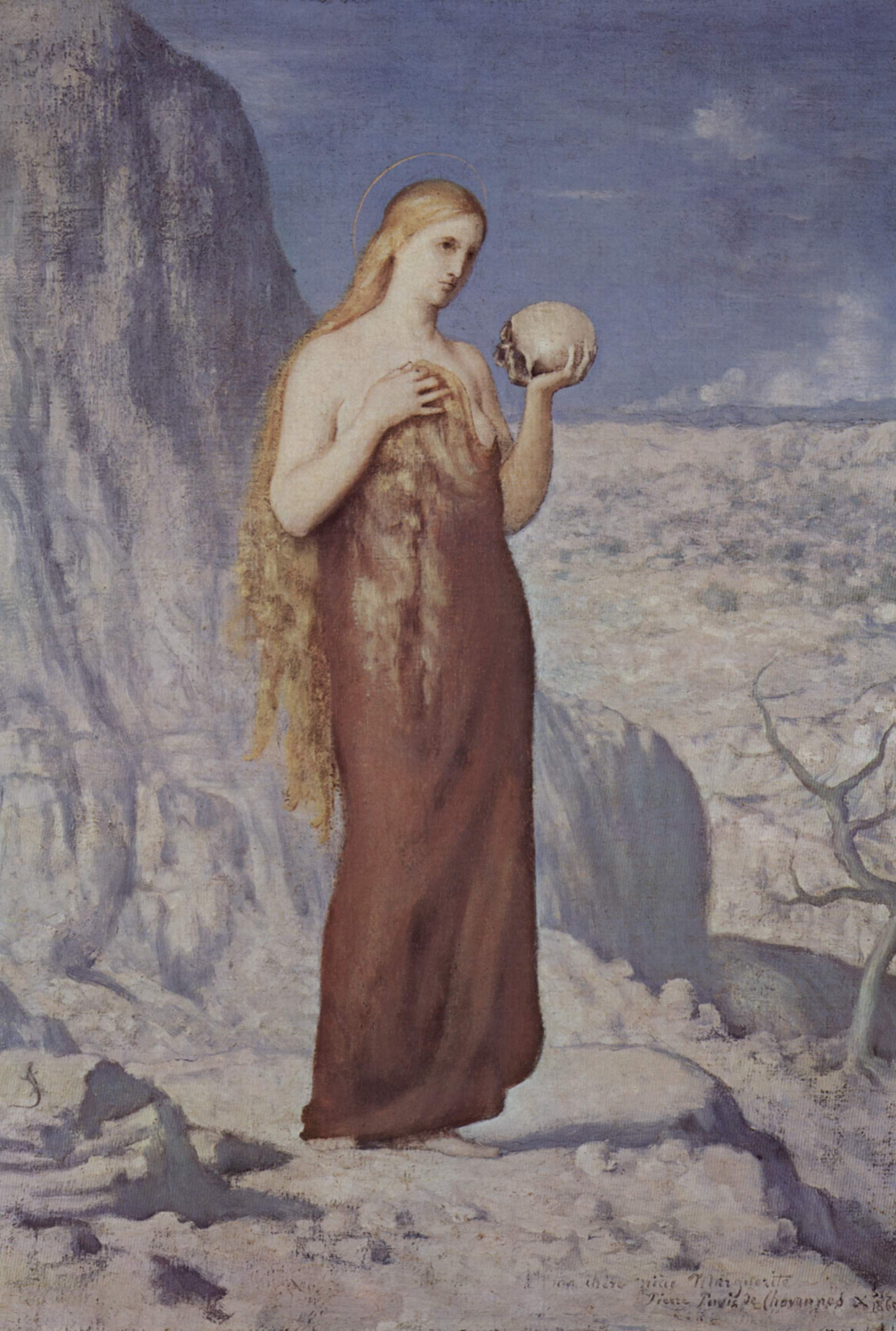
María Magdalena en el desierto (1869), Museo Kröller-Müller de Otterlo
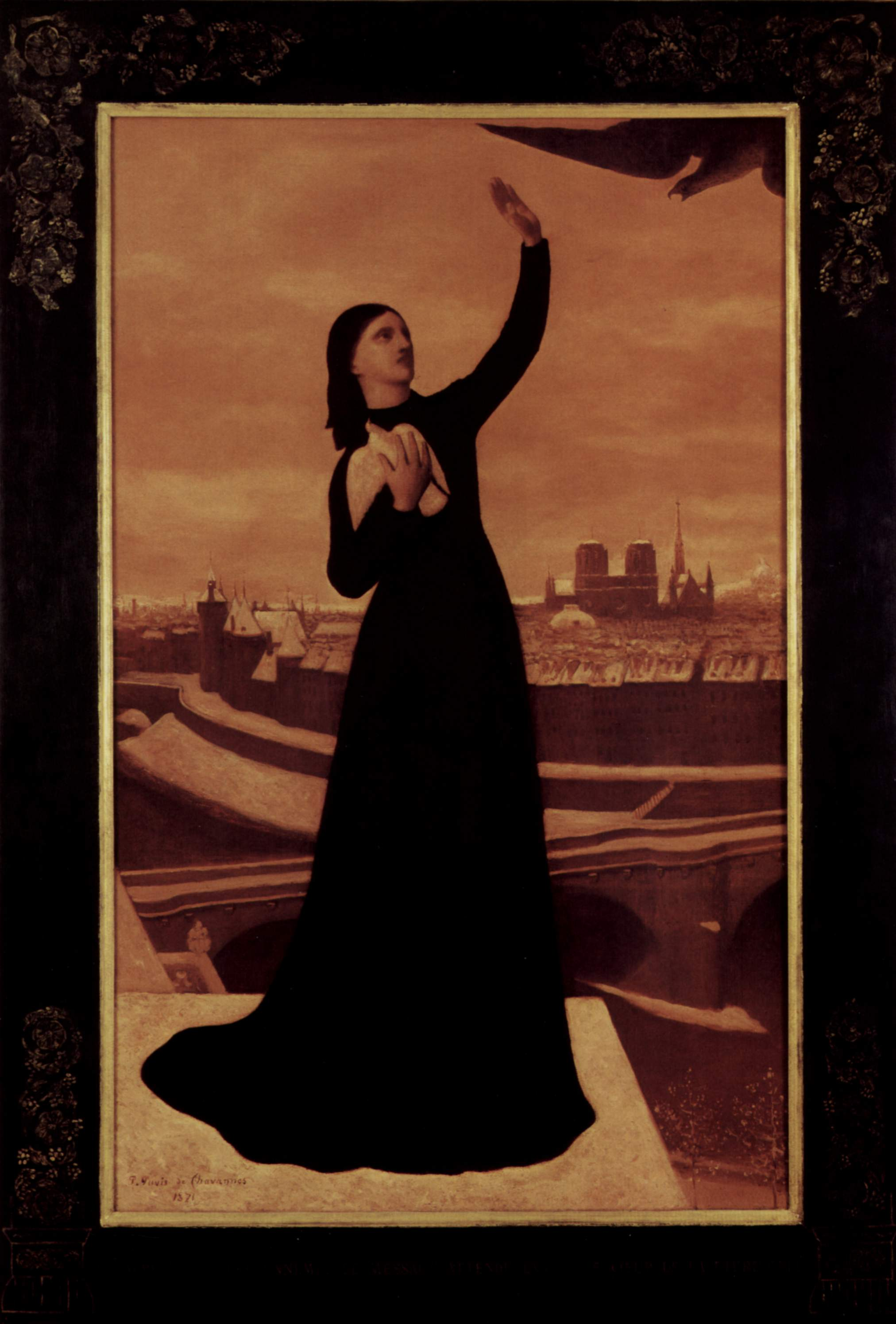
La paloma (1871)
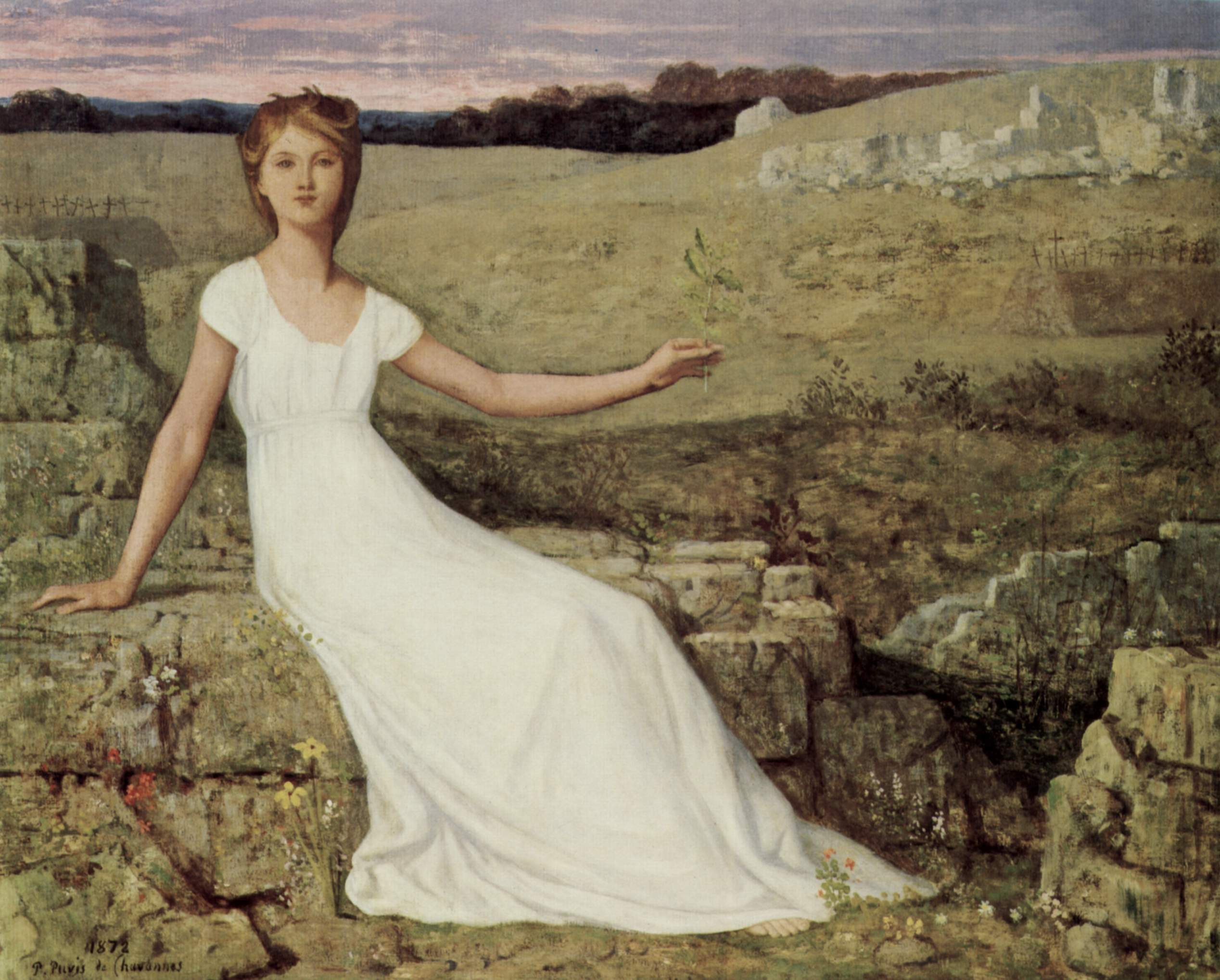
La esperanza (1872), Museo Walters de Baltimore
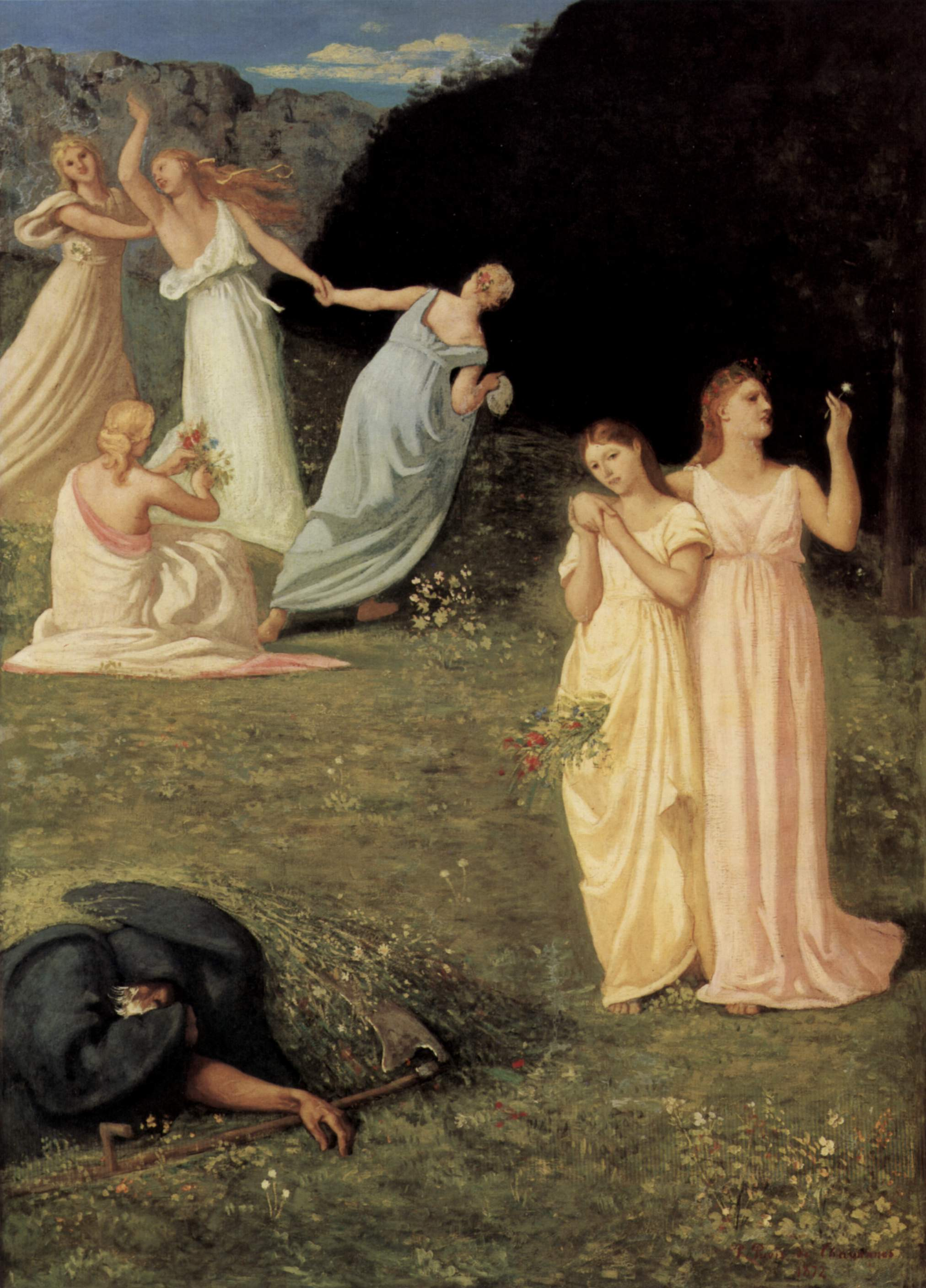
La muerte y las jóvenes (1872)
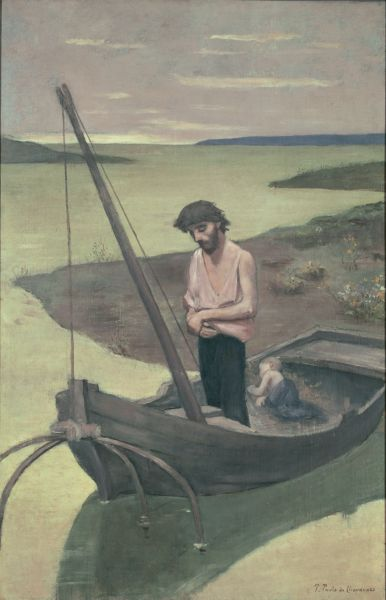
El pescador pobre (Le pauvre pêcheur) (detalle, 1881)
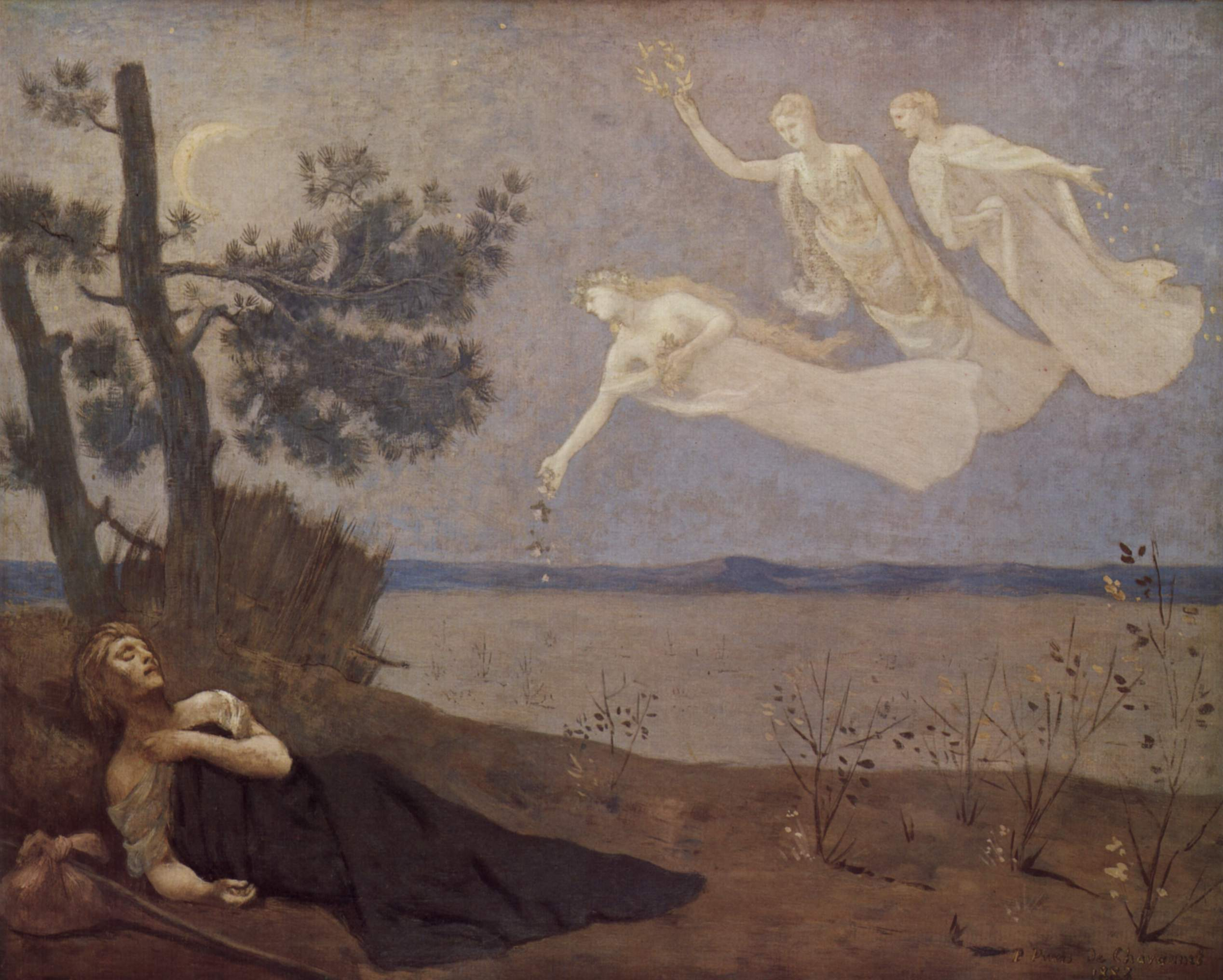
El sueño (1883)
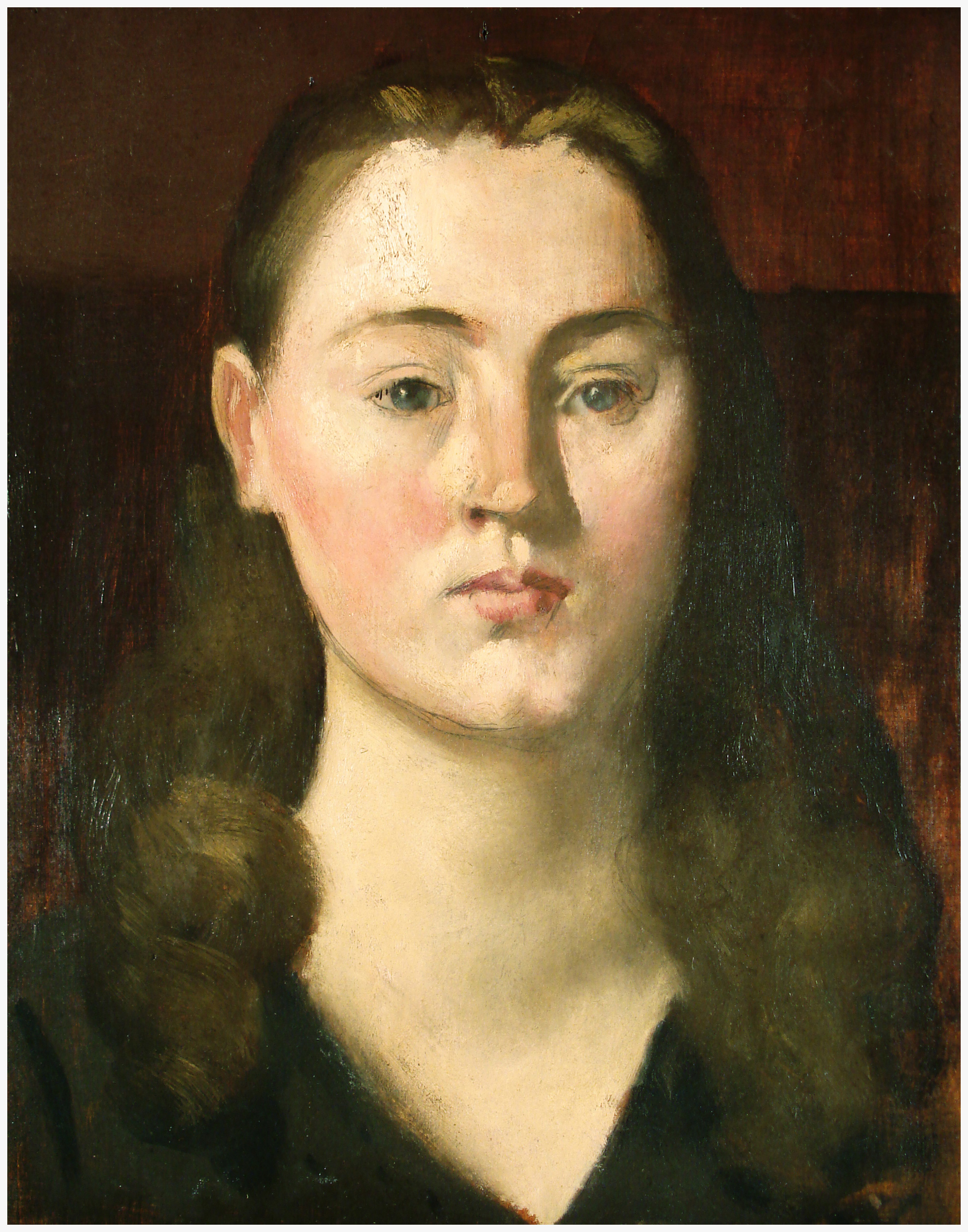
Retrato de la Baronesa Lefèvre

## Premio Puvis de Chavannes
Fundado en la década de 1920, este premio es asignado a un artista plástico por la Sociedad nacional de Bellas Artes de Francia y comporta una exposición retrospectiva de la obra del laureado en el Museo de Arte Moderno de París o en el Gran Palacio de París. Entre los notables receptores del premio se encuentran los artistas François Popineau (1926), Willem van Hasselt (1941), Jean-Gabriel Domergue (1944), Tristan Klingsor (1952), Georges Delplanque (1957), Albert Decaris (1957), Jean Picart le Doux (1958), Maurice Boitel (1963), Pierre Gaillardot (1966), Pierre-Henry (1968), Louis Vuillermoz (1969), Daniel du Janerand (1970), Jean-Pierre Alaux (1971), Jean Monneret (1975), André Hambourg (1987).